# Goschwin Nickel

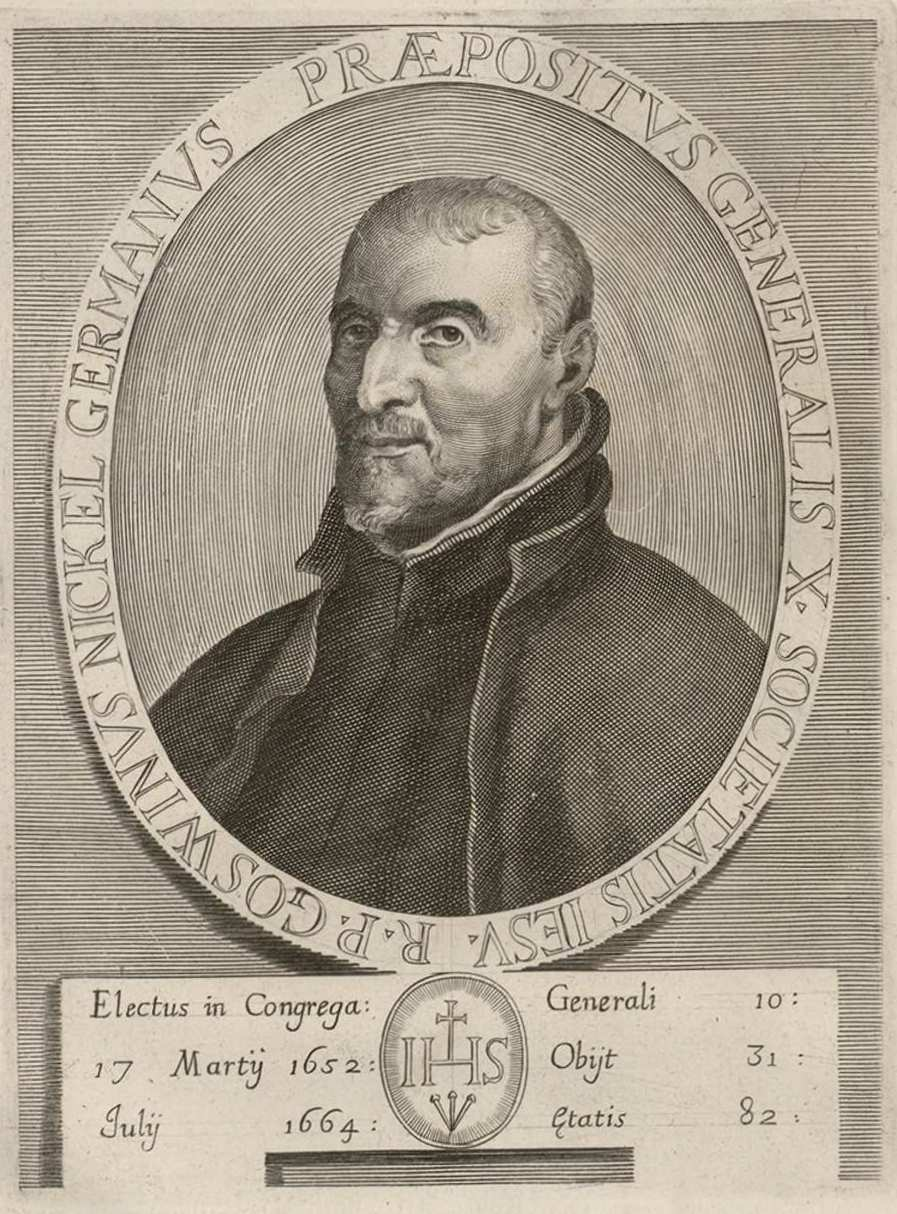
Goschwin Nickel. Grabado de Arnold van Westerhout para los Ritratti de' prepositi generali della Compagnia di Gesù delineati, ed incisi da Arnaldo Van Westherhout, Roma, 1748. Biblioteca Nacional de España.

Goschwin Nickel (Koslar, 1582-Roma, 31 de julio de 1664) fue un jesuita alemán y el décimo Prepósito General de la Compañía de Jesús.

## Biografía
Nacido en Koslar, Westfalia del Norte, estudió en Paderborn y Maguncia (1611-1615) y fue ordenado sacerdote el 28 de octubre de 1614.
Fue elegido superior de los jesuitas tras la muerte de Alessandro Gottifredi, el 17 de marzo de 1652.
Durante estos años las disputas con los teólogos jansenistas se intensificaron, especialmente en Francia, donde Blas Pascal dirigió los ataques contra los jesuitas. También continuó la disputa sobre los Ritos Chinos.
Debido a su avanzada edad, el padre Nickel consiguió de la decimoprimera Congregación general el nombramiento de Gian Paolo Oliva como vicario general con derecho de sucesión (7 de junio de 1661), decisión aprobada por el papa Alejandro VII.